# 3508 Pasternak
3508 Pasternak este un asteroid din centura principală, descoperit pe 21 februarie 1980 de Liudmila Karacikina.